# Wiesław Grudziński

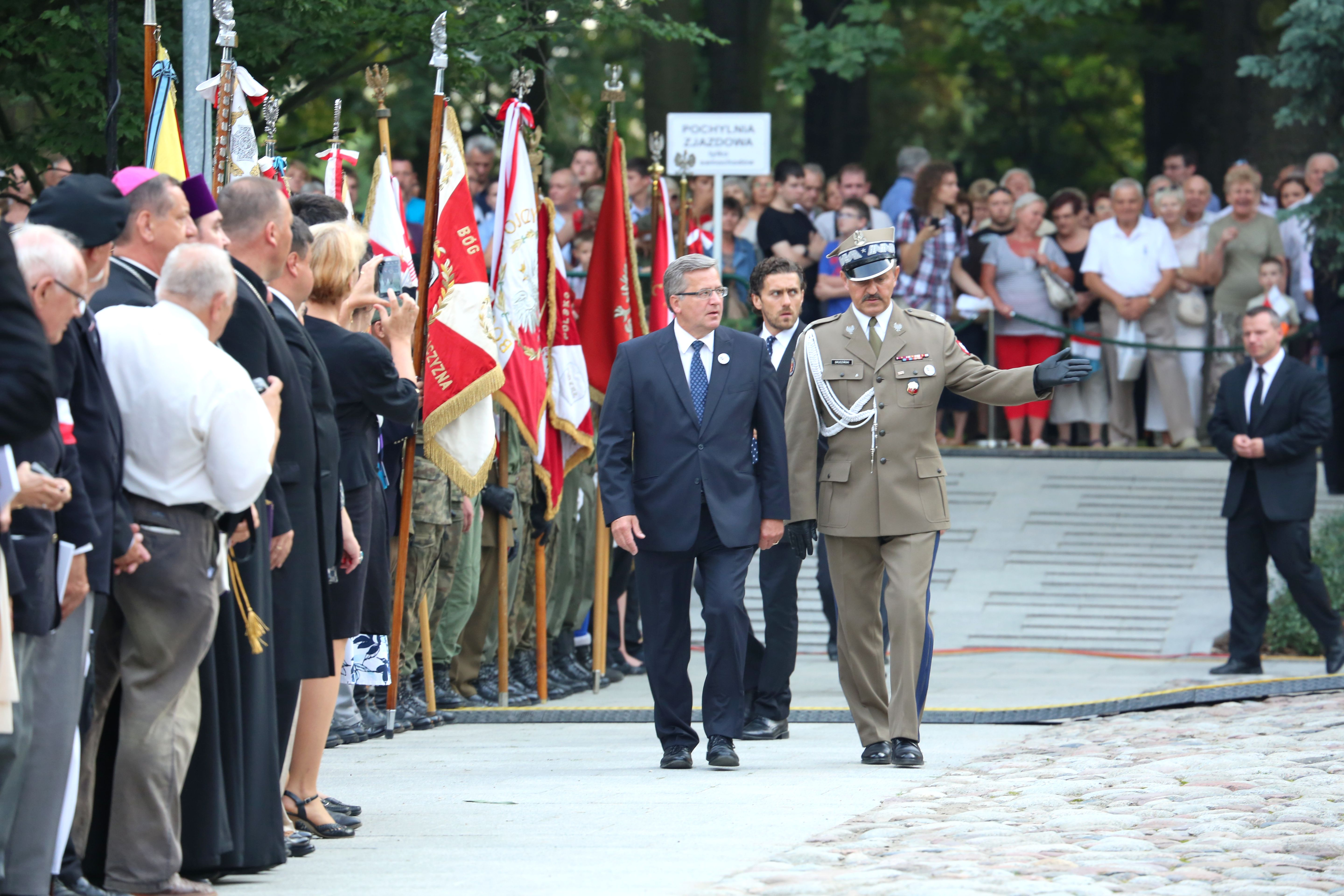
Wiesław Grudziński z prezydentem Bronisławem Komorowskim podczas uroczystości 70. rocznicy wybuchu powstania warszawskiego pod pomnikiem Polegli Niepokonani w Warszawie

Wiesław Jerzy Grudziński (ur. 8 czerwca 1956 w Braniewie) – polski wojskowy i historyk wojskowości, generał dywizji Wojska Polskiego, dowódca Garnizonu Warszawa (2010–2016).

## Życiorys
W latach 1977–1981 był podchorążym Wyższej Szkoły Oficerskiej Wojsk Inżynieryjnych im. gen. Jakuba Jasińskiego we Wrocławiu. Zawodową służbę wojskową rozpoczął w 1 Berlińskim Batalionie Saperów im. ppor. Antoniego Laskowskiego w Pułtusku na stanowisku dowódcy plutonu pontonowego. W 1982 został zastępcą dowódcy Kompanii Reprezentacyjnej Wojska Polskiego. Obejmował różne stanowiska w Garnizonie Warszawa.
W 1999 na podstawie pracy pt. Budownictwo wojskowe w Warszawie w latach 1918–1939 uzyskał w Akademii Obrony Narodowej stopień doktora nauk humanistycznych w zakresie historii ze specjalnością historia wojskowa. W 2000 został dowódcą 10 Warszawskiego Pułku Samochodowy im. mjr. Stefana Starzyńskiego, od 2003 do 2005 pełnił funkcję szefa Oddziału Organizacyjno-Koordynacyjnego w Akademii Obrony Narodowej w Rembertowie. Następnie objął stanowisko szefa Oddziału Spraw Reprezentacyjnych i zastępcy komendanta Garnizonu w Dowództwie Garnizonu Warszawa. Od 2007 był komendantem Stołecznego Garnizonu, a po zmianach strukturalnych w tym samym roku został zastępcą dowódcy Garnizonu Warszawa.
9 sierpnia 2010 decyzją ministra obrony narodowej powołano go na stanowisko dowódcy Garnizonu Warszawa. 11 sierpnia 2010 prezydent Bronisław Komorowski awansował go ze stopnia pułkownika na stopień generała brygady. W 2015 otrzymał nominację na generała dywizji. 5 marca 2016 został odwołany ze stanowiska dowódcy Garnizonu Warszawa. W tym samym roku zakończył zawodową służbę wojskową, przechodząc w stan spoczynku.

## Odznaczenia
- Krzyż Oficerski Orderu Odrodzenia Polski (2015)[4]
- Złoty Krzyż Zasługi (2010)[5]
- Srebrny Krzyż Zasługi (1999)[6]
- Wojskowy Krzyż Zasługi (2014)[7]
- Srebrny Medal „Siły Zbrojne w Służbie Ojczyzny”
- Złoty Medal „Za zasługi dla obronności kraju”
- Medal „Za zasługi dla Stowarzyszenia Kombatantów Misji Pokojowych ONZ”
- Złota Odznaka „Za Zasługi dla Związku Polskich Spadochroniarzy”